# 天晴寺
天晴寺（てんせいじ）は、愛知県瀬戸市に所在する日蓮正宗の寺院であるが、正信会の僧侶が占有・居住している。山号は地明山（ちめいさん）。

## 起源と歴史
- 1917年（大正7年）10月28日 - 東春日井郡品野村に地明閣を設立。
- 1921年（大正11年）5月26日 - 瀬戸町東印所へ移り、教会所として天晴寺を設立。
- 1950年（昭和25年）3月7日 - 寺号山号を公称する。
- 1970年（昭和45年）12月16日 - 現在の場所に移転。
- 1982年（昭和57年）9月16日 - 第6代住職が第67世法主日顕の法主としての地位を否定したため、日蓮正宗の宗制宗規に違背したことにより破門されたが、天晴寺を占有し、居住している。
  - 天晴寺は日蓮正宗の末寺である。現住職（代表役員）も日蓮正宗の僧侶（尾張旭市の法遍寺住職が兼務）である。また、総代（責任役員）も日蓮正宗の信徒（法華講天晴寺支部所属）であり、土地建物も天晴寺の所有するところである。ただし裁判所の第6代住職の地位保全の決定によって、存命中は天晴寺を占有することは認められているため、何らかの理由で退去しない限りは日蓮正宗は天晴寺においては宗教活動をすることはできない状態である。
  - 天晴寺の法華講（信徒組織）の内、日蓮正宗側についた講員は、1982年（昭和57年）6月18日に建立された尾張旭市の法遍寺の預かり信徒となっている。法華講法遍寺支部とは別に、法華講天晴寺支部が組織されている。天晴寺が日蓮正宗に復帰した際には戻されることとなっている。

## 所在地
- 愛知県瀬戸市東長根町205

## 寺院周辺
- 聖カピタニオ女子高等学校
- 瀬戸市立長根小学校

## 交通アクセス
- 愛知環状鉄道・愛知環状鉄道線 瀬戸口駅から徒歩で約15分。
- 名鉄バス（基幹バス）「長根」バス停留所から徒歩で約10分。